# Butlerville (Ohio)
Butlerville es una villa ubicada en el condado de Warren en el estado estadounidense de Ohio. En el Censo de 2010 tenía una población de 163 habitantes y una densidad poblacional de 577,38 personas por km².

## Geografía
Butlerville se encuentra ubicada en las coordenadas 39°18′6″N 84°5′25″O / 39.30167, -84.09028. Según la Oficina del Censo de los Estados Unidos, Butlerville tiene una superficie total de 0.28 km², de la cual 0.28 km² corresponden a tierra firme y (0%) 0 km² es agua.

## Demografía
Según el censo de 2010, había 163 personas residiendo en Butlerville. La densidad de población era de 577,38 hab./km². De los 163 habitantes, Butlerville estaba compuesto por el 99.39% blancos, el 0.61% eran afroamericanos, el 0% eran amerindios, el 0% eran asiáticos, el 0% eran isleños del Pacífico, el 0% eran de otras razas y el 0% pertenecían a dos o más razas. Del total de la población el 0.61% eran hispanos o latinos de cualquier raza.